# 斯拉夫巴扎
斯拉夫巴扎是在白俄罗斯维捷布斯克由白俄罗斯政府举办的年度节日活动，该活动始于1992年，主要内容包括斯拉夫音乐。主要参与者包括来自俄罗斯、白俄罗斯、乌克兰、前南斯拉夫国家、波兰、保加利亚的艺术家和其他国家的游客。